# زبان لپونتی

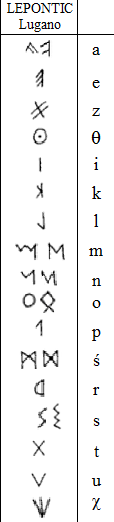
الفبای لپونتی

زبان لِپونتی زبانی مرده است که میان سال‌های ۵۵۰ تا ۱۰۰ پیش از میلاد در رتیا و گل سیزالپین (شمال ایتالیای کنونی) در کوهستان آلپ گویشورانی داشته‌است. سنگ‌نوشته‌هایی از این زبان در پیرامون لوگنوی سوئیس و دریاچه ماجیوره و کومو در ایتالیا یافت شده‌است.
این زبان از شاخهٔ قاره‌ای زبان‌های سلتی است. در آغاز چنین پنداشته می‌شد که لهجه‌ای از زبان گالیش است، ولی در آینده آشکار شد که خود زبانی مستقل است.
با کوچ قبیله‌های گل به کرانهٔ شمالی پو، زبان لپونتی در زبان گالیش تحلیل رفت. در آینده که جمهوری روم بر گل سیزالپین چیره گشت، زبان لاتین جای هر دو زبان پیشین را گرفت.
نام این زبان از نام قبیله لپونتی گرفته شده‌است.